# Allan Joseph Boase
Allan Joseph Boase, CBE, avstralski general, * 19. februar 1894, † 1. januar 1964.